# Edgard Muylle
Edgard Muylle (Roeselare 11 februari 1887 – Edegem 22 juli 1945), ook publicerend onder pseudoniem Filibert van Haverbeke, was een Vlaams schrijver en arts.

## Levensloop
Edgard Muylle was een zoon van Jules Muylle (1856-1943) en Romanie Gryspeerdt (1857-1925). Hij trouwde in 1911 met Elvira Deurwaerder (1883-1925) en ze kregen een zoon, Edgard Muylle.
Na studies geneeskunde aan de Rijksuniversiteit Gent, vestigde Muylle zich als huisarts in Deurne en kreeg er de reputatie van dokter van de armen.
Hij verwierf er de naam van Vlaamsgezinde, maar hij liet zich toch niet overtuigen om het activisme aan te hangen. Pas na de Eerste Wereldoorlog werd hij aangetrokken door het Vlaams-nationalisme. In 1925 was hij medeoprichter van de Katholieke Christelijke Volkspartij voor Vlaanderen, een nationalistische katholieke scheurpartij in het arrondissement Antwerpen. Hij bezorgde die partij enige aanhang in Deurne. Hij werd verantwoordelijke uitgever van het partijweekblad Roeland. 
Hij behoorde ook tot de sympathisanten van het weekblad Vlaanderen (1922-1933) en van de Jong Nederlandsche Gemeenschap. In zijn woning vond op 18 februari 1933 een bijeenkomst plaats waarop werd gepoogd alle Groot-Nederlandsgezinde groepen te verenigen, volgens de oproep gelanceerd door Robrecht De Smet. Hieraan namen, naast De Smet, deel: Jeroom Leuridan, Gustaaf Baeten, Jan Wilms, Herman Persijn, Odiel Spruytte, Leo Isebaert, Kamiel de Vleeschauwer, René Lagrou, Willem Goedhuys, Arthur Bogaerts, Leo Wouters en Muylle zelf. Dit mondde op niets uit en hield het oprichten van het Vlaams-nationalistisch VNV niet tegen.
Muylle werd vervolgens voorzitter van het Grammensfonds, dat financieel de acties van Flor Grammens ondersteunde. In februari 1939 gingen Lagrou, Leuridan, August Borms, Jan van Hoogten en Muylle samen op stap om Franstalige opschriften uit de Antwerpse trams te verwijderen. In de Vlaamsgezinde kringen onderhield Muylle nauwe vriendschap met Raf Verhulst en pater Jozef Van Opdenbosch. Hij behoorde ook tot de medeoprichters van de Uitgeverij De Wekroep, samen met Walter Bouchery, René Lagrou, dr. Steyaert en dr. Vennen.
Naast zijn maatschappelijke inzet en naast zijn drukke praktijk, schreef Muylle ook enkele volkse romans, die hij publiceerde onder het pseudoniem Filibert van Haverbeke.
In mei 1940 werd Muylle als verdachte van vijandigheid in dienst van de Duitsers, acht dagen in de Antwerpse gevangenis opgesloten, maar niet, zoals anderen, naar Frankrijk gedeporteerd. Tijdens de Tweede Wereldoorlog bleef hij afzijdig van collaboratie. Zijn Vlaamsgezinde reputatie maakte nochtans dat hij tijdens de Bevrijdingsroes werd opgepakt. Na zes weken werd hij zonder proces vrijgelaten. Enkele maanden later overleed hij.

## Publicaties
- De Jacht naar het geluk, volkse roman, Tielt, Lannoo, 1929.
- Gelukkig en gezond huwelijksleven, medische brochure, 1932.
- Een woordje over hormonale beïnvloeding, medische brochure, 1933.
- Donderkoppen, volkse roman, 1936.
- Een mislukte aanval op den ivoren toren, volkse roman, 1938.
- Het wonder van den onthoofde, volkse roman, 1939.